# Monasa
Genre
Le genre d'oiseaux Monasa regroupe quatre espèces et onze sous-espèces de barbacous.

## Liste des espèces
D'après la classification de référence (version 2.2, 2009) du Congrès ornithologique international (ordre phylogénique) :
- Monasa atra – Barbacou noir
- Monasa nigrifrons – Barbacou unicolore
- Monasa morphoeus – Barbacou à front blanc
- Monasa flavirostris – Barbacou à bec jaune